# Abia de la Obispalía
Abia de la Obispalía è un comune spagnolo di 77 abitanti situato nella comunità autonoma di Castiglia-La Mancia.
Il comune comprende, oltre al capoluogo omonimo, i nuclei abitativi di Cabrejas, Casa del Montaraz ed Ermita del Santo.